# Nara Normande
Nara Normande (Maceió, 1986) é uma cineasta e animadora brasileira. Realizou os filmes de curta-metragem Sem Coração (co-direção com Tião), Dia Estrelado e Guaxuma. Os filmes foram exibidos e premiados nos mais importantes festivais de cinema do mundo, dentre eles o Festival de Cannes, Festival de Gramado, Festival de Havana e outros. Também recebeu indicações para o Grande Prêmio do Cinema Brasileiro e o Prêmio Guarani de Cinema Brasileiro.
Em 2020, foi citada como parte dos Top 10 Novos Cineastas Brasileiros em uma lista feita pelo portal Papo de Cinema através da votação de diversos críticos.  A justificativa alegava que o cinema de Nara expressa um processo muito particular de fustigar com delicadeza os recantos de geografias físicas e afetivas. 

## Biografia
Nasceu em Guaxuma em 1986, e posteriormente mudou-se para Recife, Pernambuco, onde desenvolveu seus primeiros trabalhos no cinema. Foi duas vezes premiada como melhor diretora no Festival de Brasília. Com seus três curtas, Nara acumulou mais de cem prêmios ao longo de sua carreira como realizadora.
Em 2011, dirigiu seu primeiro curta-metragem, a animação Dia Estrelado. Posteriormente, em 2014, dirigiu com Tião a ficção Sem Coração, curta ganhador do Prêmio Illy na Quinzena dos Realizadores em Cannes. Em 2018, seu terceiro filme, o documentário animado em técnicas mistas Guaxuma, co-produção entre o Brasil e a França, ganhou importantes prêmios em festivais como SXSW, Guadalajara, Ottawa e Gramado, além de ter entrado na lista de pré-indicados ao César.

## Filmografia
| Ano  | Filme         | Formato        | Nota                |
| ---- | ------------- | -------------- | ------------------- |
| 2011 | Dia Estrelado | curta-metragem | animação            |
| 2014 | Sem Coração   | curta-metragem | co-direção com Tião |
| 2018 | Guaxuma       | curta-metragem | animação            |
| 2023 | Sem Coração   | longa-metragem | co-direção com Tião |